# Атаки в Амстердамі у 2024 році
7 листопада 2024 року в Амстердамі відбулася серія атак та сутичок між вболівальниками ізраїльського клубу «Маккабі Тель-Авів» та про-палестинськими демонстрантами. У новинах цей інцидент характезували як єврейський погром.
Уряди Нідерландів та Ізраїлю назвали ці напади антисемітськими та виступили з осудом.

## Передумови
Війна між Ізраїлем і ХАМАСом почалася 7 жовтня 2023 року після терористичного нападу, у якому загинуло понад 1000 ізраїльтян. У відповідь Ізраїль почав бомбардування Гази, в результаті якого було вбито понад 40 000 палестинців, а уряду Ізраїлю висували численні звинувачення у вчиненні геноциду. У Нідерландах пройшла низка протестів проти війни.
Під час війни в усьому світі та Європі спостерігалося значне зростання антисемітських інцидентів, у тому числі в Нідерландах, що частково пояснюється війною.
Війна також відродила дебати щодо включення Ізраїльської футбольної асоціації в міжнародні футбольні змагання. Вона була прийнята в УЄФА в 1991 році після виключення з Азійської футбольної конфедерації в 1970-х роках. У жовтні 2024 року ФІФА оголосила, що буде розслідувати Ізраїльську футбольну асоціацію щодо звинувачень у антипалестинській дискримінації після скарг Палестинської футбольної асоціації.

## Хід подій

### 6 листопада
У четвер 7 листопада до матчу, Ізраїльські вболівальники провели про-ізраїльський мітинг, під час якого зняли зі стіни палестинський прапор, підпалили його та напали на таксі з арабським водієм. Повідомлялося про те, що вони запускали заборонені на той момент фаєри. В мережі з'явилося кілька відео, на одному з яких ізраїльські прихильники спускалися ескалатором і скандували антиарабські гасла на кшталт "ЦАХАЛ переможе, до біса Палестину".
Пропалестинські активісти хотіли влаштувати демонстрацію біля стадіону Йохан Кройф, але мер Амстердама Фемке Халсема цього не дозволила, і протест перемістили на площу неподалік.

### 7 листопада
У п'ятницю 8 листопада відбувся матч. «Аякс» виграли матч з кінцевим рахунком 5:0 після рахунку в 3:0 у першому таймі.
Попри заборону протестів біля стадіону, близько 300 протестувальників спробували прорватися до стадіону, скандуючи гасла «Свободу Палестині» та «Без справедливості немає миру».
За словами нідерландського члена ради Джазі Велдгуйзена, заворушення спалахнули, коли ізраїльські вболівальники почали атакувати будинки людей в Амстердамі з палестинськими прапорами. Це призвело до того, що кілька груп «амстердамців», які скандували пропалестинські гасла, протистояли ізраїльським фанатам на площі Дам. Поліція наказала особам, які демонстрували пропалестинську символіку або скандували гасла на кшталт «Звільніть Палестину», покинути площу.
Після гри в кількох районах Амстердаму спалахнули атаки на вболівальників «Маккабі Тель-Авів». Нідерландська поліція повідомляла, що прихильники потрапляли в засідки та були атаковані в різних місцях по всьому місту. Вболівальників били і переслідували з ножами. Очевидці повідомляли про характер нападів: хотіли поранити ножем, кидали людей в канали, а на ізраїльських вболівальників плювали. На відео показано, як один чоловік, очевидно, без свідомості на вулиці, був неодноразово вдарений ногами. Було зазначено щонайменше одну спробу викрадення, і багато вболівальників втікали, ховаючись у магазинах і будівлях. Одного вболівальника збила машина, а одного чоловіка в каналі змусили скандувати «звільніть Палестину». Десятеро ізраїльтян були поранені, а троє тимчасово зникли безвісти під час атак – пізніше МЗС Ізраїлю повідомило, що всіх знайшли.

## Наслідки
П'ятьох госпіталізованих людей зрештою виписали. Згідно з повідомленнями, щонайменше 62 підозрюваних було заарештовано у причетності до насильства, досі 10 залишаються під вартою за заявою прокурора Амстердаму Рене де Бекелера під час пресконференції 9 листопада 2024 року.
У Амстердамі заборонили будь-які демонстрації протягом трьох днів після нічних нападів, а Нідерландська поліція отримала повноваження швидко зупиняти та обшукувати людей. Також органи правопорядку були розміщені у великій кількості в єврейських установах по всьому місту.

## Висвітлення ЗМІ
Голландська фотографиня Аннет де Грааф зняла напади прихильників Маккабі на жителів Амстердама, але багато ЗМІ невірно повідомляли, що на відео показано антисемітський натовп який б'є ізраїльтян. Цієї помилки допустилися у тому числі The Wall Street Journal і німецький таблоїд Bild. The New York Times пояснила це помилкою Reuters, що розповсюдили відео. Багато користувачів соціальних мереж заперечували початкове повідомлення, і сама фотографиня де Грааф звернулася до CNN, BBC, The Guardian і The New York Times з проханням опублікувати вибачення та виправлення. The Guardian опублікували роз’яснення 11 листопада 2024 року, а New York Times – 12 листопада 2024 року після незалежного факт-чекінгу заяв де Грааф.
Оглядач Guardian Оуен Джонс розкритикував висвітлення подій у ЗМІ за те, що вони не висвітлювали поведінку ізраїльських прихильників напередодні зіткнень, сказавши: «Якщо ви засуджуєте расистських фанатиків, які буквально насолоджуються масовим вбивством дітей, то вас вважатимуть за расистів». Марк Оуен Джонс, експерт з дезінформації та доцент Університету Хамада Бін Халіфи в Катарі сказав, що усі ЗМІ від The New York Times до BBC надали «смішно спотворену» версію подій і «некритично сприйняли те, що виглядало як прес-реліз уряду Ізраїлю».

## Реакція
|                                        | Той факт, що ізраїльські вболівальники бунтують посеред Амстердаму, співають расистські пісні та лазять по стінах будинків, щоб зривати палестинські прапори... є частиною реалій Ізраїлю сьогодення: повна відстороненість між діями та наслідками |
| — Орі Голдберг, ізраїльский політолог, | |

### Нідерланди
Мер Амстердама Фемке Халсема засудила напади проти ізраїльських вболівальників, назвавши нападників антисемітами. На прес-конференції вона висловила глибокий сором, назвавши інцидент «дуже темним моментом для міста». Халсема сказала, що цей інцидент нагадав їй погроми проти євреїв у Європі, підкресливши, що єврейське життя та культура були під загрозою. Пізніше Мер пошкодувала про використання слова «антисемітизм», заявивши, що воно було «політизоване до пропаганди» в Ізраїлі та Нідерландах і використовувалося для виправдання расистських закликів проти мусульман. Їй також хотілося б знати заздалегідь про дії вболівальників Маккабі Тель-Авів до своєї заяви.
Король Нідерландів Віллем-Олександр висловив «глибокий жах і шок» у зв'язку з нападами, наголосивши, що Нідерланди «підвели єврейську громаду під час Другої світової війни, і минулої ночі знову».

### Ізраїль
Ізраїльський авіаперевізник El Al оголосив, що вони здійснять три «рятувальні» рейси від Амстердама до Тель-Авіва, незважаючи на вихідний день іудаїзму. Повідомляється, що рейси безкоштовні.
Президент Ізраїлю Ісаак Герцог назвав події в Амстердамі «антисемітським погромом», назвавши це серйозним інцидентом.

### Інші країни
За повідомленням France 24 жоден європейський лідер не засудив расистські антиарабські вигуки чи насильницькі дії ізраїльських прихильників, фокусуючись тільки на атаках проти ізраїльських вболівальників.
- Франція : Міністр внутрішніх справ Брюно Ретайло відхилив заклики перенести майбутній матч між Францією та Ізраїлем, заявивши, що це означало б «зречення від престолу перед обличчям загроз насильства та антисемітизму». Він підтвердив, що матч пройде за планом на Стад де Франс із забезпеченням безпеки. [5]
- Німеччина : Посол Німеччини в Ізраїлі Штеффен Зайберт написав, що як європеєць йому «соромно бачити такі сцени в одному з наших великих міст». Він додав, що «переслідування та побиття ізраїльських футбольних уболівальників не є антивоєнним протестом. Це злочинно та неприпустимо, і ми всі повинні протистояти цьому». [6]
- Велика Британія : Міністр закордонних справ Великої Британії Девід Леммі заявив, що він «нажаханий антисемітськими нападами на громадян Ізраїлю». Він заявив, що «рішуче засуджує ці огидні акти насильства» і «підтримує ізраїльський і єврейський народ у всьому світі». [28]
- Сполучені Штати : Президент США Джо Байден написав: «Антисемітські напади на ізраїльських футбольних уболівальників в Амстердамі є огидними і віддзеркалюють темні моменти в історії, коли євреїв переслідували». Він також додав, що США «повинні невпинно боротися з антисемітизмом, де б він не з’являвся».[29] Напади також засудили лідер більшості Чак Шумер та інші законодавці від обох партій. [30] Спеціальний представник США з питань антисемітизму Дебора Ліпштадт заявила, що напади «страшно нагадують класичний погром».[10]